# Matsouki
Matsouki (in greco Ματσούκι?) è una ex comunità della Grecia nella periferia dell'Epiro (unità periferica di Giannina) con 543 abitanti secondo i dati del censimento 2001.
È stata soppressa a seguito della riforma amministrativa, detta Programma Callicrate, in vigore dal gennaio 2011 ed è ora compresa nel comune di Voreia Tzoumerka.